# Ружа од Лиме
Света Ружа од Лиме (20. април 1568 - 24. август 1617) била је перуанска светитељка шпанског порекла. Припадала је реду Доминиканки. Католичка црква прогласила ју је светом.

## Биографија
Света Ружа од Лиме рођена је 20. априла 1568. године у Лими, престоници државе Перу. Родитељи (Гаспар Флорес и Марија де Олива) су јој били шпанског порекла. Била је предодређена за удају са богатим младићем, али је она то још на почетку одбила решивши да свој живот посвети служењу Христу и цркви. У те сврхе је подвргла себе различитим мукама. Косу је ошишала, а руке потопила у креч, око бокова је носила ланац, а на глави бодљикаву круну. У двадесетој години живота Ружа је приступила доминиканском манастиру. Основала је први контемплативни манастир у Јужној Америци. Током читавог живота пружала је помоћ сиромашнима и болеснима саветујући и своје родитеље да исто чине. Умрла је 24. августа 1617. године. Сахрањена је у манастиру Росарио у Лими. Беатификовао ју је папа Климент ΙX 15. априла 1667. године, а 12. априла 1671. године ју је прогласио светом папа Климент X. Била је то прва жена проглашена светом у Америци. Бројне су претпоставке због чега је Ружа умрла, а највише присталица има претпоставка да је умрла од лепре. Сем католичке, Ружу поштује и Англиканска црква. 